# 8086 Peterthomas
8086 Peterthomas è un asteroide della fascia principale. Scoperto nel 1989, presenta un'orbita caratterizzata da un semiasse maggiore pari a 3,9448542 UA e da un'eccentricità di 0,2133896, inclinata di 12,14803° rispetto all'eclittica.